# Nieuwe Demer

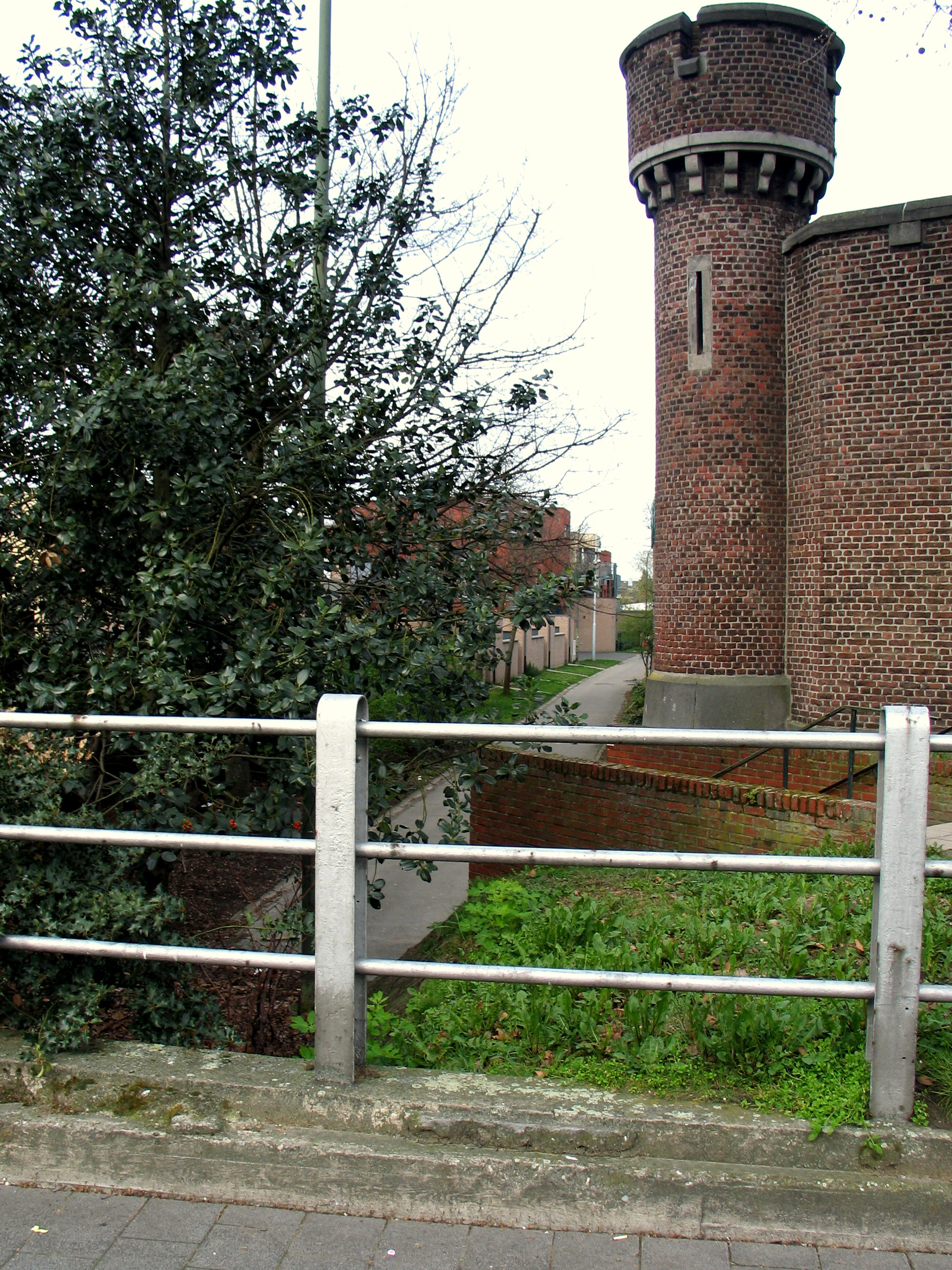
Het Koekerellenpad, links van de oude gevangenis te Hasselt (2011)

De Nieuwe Demer was een waterloop in de Belgische gemeente Hasselt.

## Toelichting
Het debiet van de Helbeek was te klein om de wallen en de enige molen binnen de stad (aan de huidige Molenpoort, afgebroken in 1895) van voldoende water te voorzien. Graaf Arnold IV zorgde voor een nieuwe waterloop, de Nieuwe Demer, die hij liet uitgraven vanaf de grens met Diepenbeek. Hij kwam de stad binnen via het huidige Koekerellenpad en liep door het latere Begijnhof naar de Paardsdemerkapel die op de hoek van de Paardsdemerstraat en de Zuivelmarkt lag. Daar kwam ze in de Helbeek terecht. De Helbeek verliet de stad via de Molenpoort bij het Kattegat om via de weiden van Crutzen opnieuw in de Demer uit te monden. 
Deze waterloop, die door de Hasselaren de vuile Demer werd genoemd, bestaat intussen niet meer. Het grootste deel ervan is verdwenen onder de Universiteitslaan. De bedding is op sommige plaatsen nog terug te vinden.
Zusters Franciscanessen bouwden in de 15e eeuw hun Witte Nonnenklooster langs de Nieuwe Demer. Ook het Hasselts begijnhof kreeg hier op de rechteroever van de Nieuwe Demer in de 16e eeuw zijn plaats.  Het onderstreept het belang van deze waterloop voor Hasselt en zijn inwoners.